# Batalla de Marj as-Suffar
La batalla de Marj as-Suffar dita també batalla de Xaqhab fou el darrer enfrontament dels mongols il-khànides amb els mamelucs a Síria (20 al 22 d'abril de 1303). En endavant els mongols ja no van tornar a creuar l'Eufrates.

## Antecedents
A la fi de 1299, l'Il-kan Ghazan va fer una primera incursió a Síria. Aquesta campanya es va acabar amb una victòria de Ghazan a la batalla de Wadi al-Khazandar sobre el sultà An-Nàssir Muhàmmad ibn Qalàwun. Després d'aquesta batalla, un exèrcit de reforç fort de 5.000 homes vinguts d'Anatòlia arribà amb el rei de Cilícia Hethum II que havia recuperat la visió després d'haver estat encegat durant la seva captivitat. Quan el sultà An-Nàssir Muhàmmad arribà a Homs a la posta del sol, els habitants li demanaren què fer, i els va respondre que salvar-se com poguessin. An-Nàssir Muhàmmad se'n va anar cap al Caire. El governador d'Homs va portar a Ghazan les claus de la ciutat que contenia els tresors del sultà. Ghazan distribuí aquestes riqueses als seus oficials i es va vestir amb alguns dels vestits del sultà. Passà dos dies a Homs i es dirigí llavors cap a Damasc.
El gener de 1300, Damasc es va rendir a Ghazan sense combat. El 4 de febrer Ghazan, havent rebut el tribut de les ciutats conquerides, se'n va tornar cap als seus estats i creuà l'Eufrates el 16. Ghazan deixà tanmateix darrere d'ell un contingent, del qual Amir Coban formava part, sota les ordres de Kutlugh Shah Noyan per mantenir assegurats els territoris conquerits. Coban manava l'avantguarda de l'exèrcit durant la campanya infructuosa de 1300. Per a aquesta nova campanya Ghazan va cridar els francs que va rebre a Antioquia. Al mes de novembre, Amaury de Lusignan va arribar amb 300 cavallers acompanyat de contingents de cavallers del Temple i de l'Hopital almenys en el mateix nombre. L'hivern particularment rigorós impedí a Ghazan venir a la cita que s'havia fixat. Al mes de febrer, Kutlugh Shah arribà finalment amb 60.000 homes. Marxà cap a Alep i després fins a Homs assolant la regió, i tornà sense fer res més.

## Campanya de 1303
Ghazan travessà l'Eufrates a Hilla. El 30 de gener de 1303, visità la tomba d'Hussayn a Kerbala i va fer almoines als habitants d'aquest lloc sant dels xiïtes. Vorejà llavors el riu cap al nord. Deixà pel camí les seves dones i el seu seguici, i els ordenà d'esperar-lo a Sindjar. Va arribar el 18 de març a la fortalesa d'al-Rahba. L'endemà va enviar tres missatgers portadors d'una carta d'intimació al governador que s'havia parapetat a la ciutadella amb els habitants de la ciutat. Els habitants demanaren un termini per donar la seva resposta. L'endemà, els assetjats enviaren dos emissaris per anunciar la seva rendició. Tot seguit Ghazan va saber que Kutlugh Shah Noyan, Amir Coban i Mulay havien travessat l'Èufrates a Rakka i acabaven d'arribar a Alep. Llavors Ghazan es va parar a Deir ez-zor i va enviar les tropes que l'acompanyaren a unir-se al gruix de l'exèrcit. Travessà l'Eufrates i va retrobar les seves dones i seguici a Sindjar.
L'antic sultà mameluc Kitbugha, nomenat governador de Hamat al front d'un regiment de georgians, va atacar el destacament mongol que estava a Arz. Kitbugha va alliberar 6.000 presoners turcs dels dos sexes (31 de març de 1303). Quan Kutlugh Shah s'apropà a Hamat, Kitbugha es va replegar cap a Damasc, però va sortir d'aquesta ciutat i es va unir al gruixut dels exèrcits egipcis manats pel sultà An-Nàssir Muhàmmad ibn Qalàwun, sobre els turons propers al sud de la ciutat (18 d'abril). An-Nàssir havia sortit del Caire acompanyat del califa abbàssida al-Mustakfí I el 23 de març. Va acampar davant Damasc el divendres 19 d'abril, el primer dia del mes de ramadà. La població de la ciutat estava terroritzada per haver quedat sense defensa. El dissabte, la població esperava una batalla als carrers de Damasc, però l'exèrcit mongol vorejà Damasc i es dirigí cap a al-Kiswa. Els mamelucs estaven situats a Shakhab o Shaqhab, en àrab: šaqḥab شقحب. Quan els mongols van arribar a al-Kiswa, es van aturar.

## Batalla
L'exèrcit mongol comptava aproximadament amb 50.000 homes i comprenia dos cossos auxiliars d'armenis i de georgians sota les ordres de Kutlugh Shah. Pel seu costat, el sultà An-Nàssir posà les seves tropes en ordre de batalla en una planura verdosa dita Mardj al-Suffar. Es va situar en el centre amb el califa al-Mustakfí i l'emir Sayf ad-Din Salar, Baybars al-Jashankir i d'altres caps, entre els quals el governador de Damasc. A l'ala dreta les tropes d'Hamat i els àrabs, a l'esquerra, les tropes d'Alep i de Trípoli (Líban). An-Nàssir digué als mamelucs de la seva guàrdia: «Matareu qui vegeu fugir i per vosaltres el botí ». La batalla va començar el dissabte a mitja jornada, amb una càrrega de Kutlugh Shah a la dreta dels egipcis que van perdre aproximadament 1.000 homes. Diversos cossos del centre i de l'ala esquerra vingueren en el seu socors. Sayf ad-Din Salar i Baybars al-Jashankir portaren els altres generals a seguir el seu exemple i aconseguiren fer recular Kutlugh Shah, que llavors fou ajudat per amir Coban. La major part de l'ala dreta egípcia va abandonar la lluita i les tropes que havien quedat darrere cregueren la batalla perduda i abandonaren els equipatges del sultà que foren saquejats. El combat es va parar i Kutlugh Shah es va retirar amb les seves tropes cap a la muntanya. Mulay, que havia retornat de la persecució de l'ala dreta mameluca, va portar presoners que van revelar a Kutlugh la presència del sultà An-Nàssir i del califa al-Mustakfí. Mulay, no preveient res de bo per a l'endemà, va abandonar el camp a la posta del sol.
Durant la nit els fugitius de l'exèrcit mameluc van retornar per petits grups. Els exèrcits egipcis envoltaren la muntanya ocupada pels mongols. Un presoner egipci es va poder escapar i va informar a An-Nàssir que l'exèrcit mongol patia set. Les temptatives mongoles per arribar a la plana foren rebutjades fins al mig de la jornada. El sultà feu obrir llavors un passatge als assetjats per tal de destruir-los més fàcilment. Els mongols passaren per aquest lloc, primer una divisió manada per Coban i després el centre on es trobava Kutlugh Shah, i finalment un tercer cos. Es dirigiren cap al riu i s'hi precipitaren. Els cavalls s'enfonsaren al terreny pantanós. L'exèrcit en derrota fou perseguit fins al vespre.

## Després de la batalla
L'endemà, An-Nàssir va enviar tropes a seguir els rastres dels mongols. Els cavalls dels fugitius estaven esgotats. Els soldats llançaven les seves armes i es deixaven matar. Molts morien a mans dels criats de l'exèrcit que acumularen un gran botí. Bandes de fugitius enganyats pels seus guies beduïns foren abandonats enmig del desert on moriren de set. Altres foren conduïts fins a la Ghûta de Damasc i assassinats pel populatxo. El dilluns An-Nàssir va abandonar el camp de batalla i passà la nit a Al-Kiswa. Foren enviats coloms missatgers per portar la notícia de la victòria a Gaza. Es va donar l'ordre de parar als fugitius i d'impedir-los entrar a Egipte, i de recercar tots aquells que havien participat en el pillatge del tresor del sultà. El matí del dimarts 23 d'abril de 1303, An-Nàssir va entrar a Damasc i fou acollit com a salvador. Un dels emirs d'Alep que havia fugit al curs de la batalla fou capturat i fou clavat sobre un camell i passejat per Damasc. El governador de Gaza va penjar els fugitius i va recuperar la major part del tresor que havia estat saquejat. An-Nàssir va abandonar Damasc el 21 de maig i va entrar triomfalment al Caire. El seu seguici estava precedit de 1.600 presoners encadenats portant cadascun el cap d'un cadàver penjat al seu coll i de 1.000 caps de mongols clavats sobre llances. Kutlugh Shah va poder tornar a Pèrsia i fou castigat amb vuitanta-set cops de fuet. Coban, que va sostenir la moral de les tropes durant la retirada, rebé tres cops de fuet per salvar les aparences.
Ghazan va arribar a Tabriz el 8 de setembre i va donar ordres de fer preparatius d'una nova expedició a Síria. Havia sol·licitat recentment als sobirans de la cristiandat d'intervenir a Síria. Individus que es consideren els seus missatgers arribaren a París el 1303 per renovar amb el rei de França Felip les seves proposicions d'aliança i assegurar-li que estava disposat convertir-se al cristianisme. El rei d'Angleterre Eduard I rebé una carta de Ghazan amb aquest fi (havia estat encarregat de la mateixa missió per Arghun catorze anys abans). Alguns dies més tard, Ghazan fou atacat d'una oftàlmia. Per curar-lo, els metges xinesos li van fer escarificacions a dos indrets del cos. El 31 d'octubre va agafar el camí d'Ujan però el dolor que li feien les seqüeles de l'operació experimentada l'impedien de pujar a cavall. En el curs del camí, dona a Kutlugh Shah el comandament de la frontera de l'Arran. Tenia la intenció d'anar a Bagdad però els camins havien quedat impracticables. Decidí passar l'hivern a la vora del riu Sefid Rud.
Ghazan deixà el seu lloc de retirament i va marxar al final de març de 1305, agafant la carretera cap a Rayy on caigué malalt. Va fer el seu testament on va designar el seu germà Oldjetu com a successor. Morí el diumenge 17 de maig de 1304.